# Münsterland Giro 2022
Il Münsterland Giro 2022 (ufficialmente Sparkassen Münsterland Giro per motivi di sponsorizzazione), sedicesima edizione della corsa e valida come quarantaseiesima prova dell'UCI ProSeries 2022 categoria 1.Pro, si svolse il 3 ottobre 2022 su un percorso di 205,9 km, con partenza da Telgte e arrivo a Münster, in Germania. La vittoria fu appannaggio dell'olandese Olav Kooij, il quale completò il percorso in 4h36'35", alla media di 44,666 km/h, precedendo il belga Jasper Philipsen e il tedesco Max Walscheid.
Sul traguardo di Münster 112 ciclisti, su 119 partiti da Telgte, portarono a termine la competizione.

## Squadre e corridori partecipanti
| N.    | Cod. | Squadra                     |
| ----- | ---- | --------------------------- |
| 1-7   | QST  | Quick-Step Alpha Vinyl Team |
| 11-17 | BOH  | Bora-Hansgrohe              |
| 21-26 | COF  | Cofidis                     |
| 31-37 | IPT  | Israel-Premier Tech         |
| 41-45 | TJV  | Jumbo-Visma                 |
| 52-57 | LTS  | Lotto Soudal                |
| 61-67 | BEX  | Team BikeExchange-Jayco     |
| 71-77 | DSM  | Team DSM                    |
| 81-87 | UAD  | UAE Team Emirates           |

| N.      | Cod. | Squadra                    |
| ------- | ---- | -------------------------- |
| 101-107 | ADC  | Alpecin-Deceuninck         |
| 111-117 | SVB  | Sport Vlaanderen-Baloise   |
| 121-127 | UXT  | Uno-X Pro Cycling Team     |
| 131-137 | BAI  | Bike Aid                   |
| 141-147 | MET  | Metec-Solarwatt p/b Mantel |
| 151-157 | SVL  | Saris Rouvy Sauerland Team |
| 161-167 | LKH  | Team Lotto-Kern Haus       |
| 171-177 | VWE  | VolkerWessels Cycling Team |
| 181-187 | DEU  | Germania                   |

## Ordine d'arrivo (Top 10)
| Pos. | Corridore        | Squadra      | Tempo    |
| ---- | ---------------- | ------------ | -------- |
| 1    | Olav Kooij       | Jumbo        | 4h36'35" |
| 2    | Jasper Philipsen | Alpecin      | s.t.     |
| 3    | Max Walscheid    | Cofidis      | s.t.     |
| 4    | Itamar Einhorn   | Israel       | s.t.     |
| 5    | Sam Bennett      | Bora         | s.t.     |
| 6    | Fabio Jakobsen   | Quick-Step   | s.t.     |
| 7    | D. Groenewegen   | BikeExchange | s.t.     |
| 8    | Casper van Uden  | DSM          | s.t.     |
| 9    | Max Kanter       | Germania     | s.t.     |
| 10   | Milan Fretin     | Sport Vl.    | s.t.     |